# Karaf

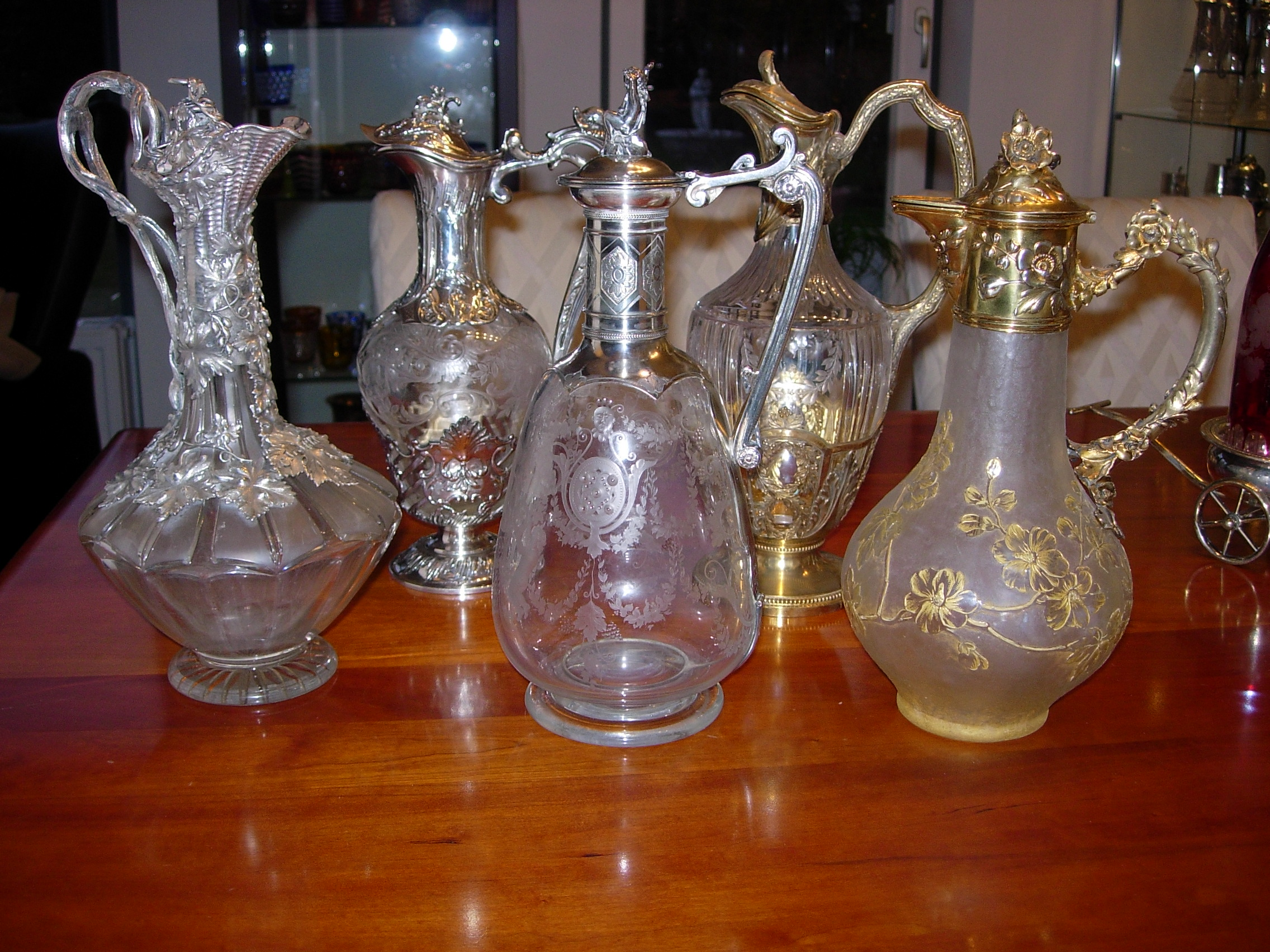
Karaffen

Een karaf is een sierfles die wordt gebruikt tijdens een etentje.
In een karaf wordt wijn (of iets sterkers) geserveerd, maar ook water.
Karaffen zijn vaak fraai vormgegeven. Kristallen karaffen worden ook wel gegraveerd. Bij dergelijke bijzondere karaffen behoort ook vaak een set glazen.
In andere talen wordt er onderscheid gemaakt tussen een zogenaamde 'decanter' en een 'carafe', waarbij laatstgenoemde geen stopper of dop heeft. Ook de koffiehouders in koffiezetapparaten worden carafe genoemd. Het bestellen van een carafe d'eau ("karaf water") in Frankrijk geeft aan dat er gevraagd wordt naar (gratis) kraanwater in een karaf, in plaats van gebotteld water, waarvoor betaald moet worden.